# 神明神社 (さいたま市桜区)
神明神社（しんめいじんじゃ）は、埼玉県さいたま市桜区の神社。

## 歴史
創建年代は不明である。ただ1492年（明応元年）寂の修験道本山派の修験者賢聚が創建したことから、室町時代後期に創建されたものと推測される。賢聚が開山した「神明寺」が別当寺であった。神明寺は修験道本山派の寺院であったが、明治初期の神仏分離により、廃寺に追い込まれ、神明寺の僧侶は還俗して当社の神職となった。
1873年（明治6年）、近代社格制度に基づく「村社」に列せられた。1927年（昭和2年）に火災に遭ったが、翌年に再建されている。

## 交通アクセス
- 路線バス浦和北高校停留所より徒歩7分。